# Itzgrund
Itzgrund là một đô thị ở huyện Coburg bang Bayern nước Đức. Đô thị Itzgrund có diện tích 33,08 km², dân số thời điểm ngày 31 tháng 12 năm 2006 là 2316 người.